# Krzysztof Brzozowski (zm. 1635)
Krzysztof Brzozowski herbu Korab (zm. w 1635 roku) – pisarz bielski w latach 1617–1635, starosta drohicki w 1620 roku.
Poseł powiatu drohickiego na sejm 1620 roku. Marszałek sejmiku ziemi bielskiej w grudniu 1625 roku. Poseł na sejm 1625, 1628 i sejm nadzwyczajny 1629 roku. Podpisał pacta conventa Władysława IV Wazy w 1632 roku.
Poseł na sejm koronacyjny 1633 roku.